# Roberto Brown
Roberto Ronaldo Brown Perea (Cidade do Panamá, 15 de julho de 1977) é um panamenho, considerado um dos melhores de seu país. Está desempregado.

## Carreira
Após passar sem muito alarde por Alianza, Cartaginés, Real España, FAS, Sporting '89 e San Francisco, Brown teve sua única chance em um time europeu quando foi contratado pelo Sheriff Tiraspol, o "bicho-papão" do futebol moldávio. Foram dois anos na equipe amarela e preta, com dez partidas e quatro gols marcados.
Depois de perambular por Austria Salzburg, Tacuarembó, Peñarol e Colorado Rapids, El Bormardero foi contratado pelo Montreal Impact, equipe canadense que disputa a Segunda Divisão da MLS, em 2007. Com o fim do contrato, Brown deixou a agremiação e voltou para o seu país, onde jogou no time panamenho San Francisco FC.

## Seleção
Brown estreou na Seleção Panamenha em 2000. Desde então, foram 40 partidas e 14 tentos assinalados.